# 林欽榮
林欽榮（1957年3月1日—），臺灣政治人物，現任高雄市政府副市長，曾任臺北市政府副市長、臺南市政府副市長及內政部營建署署長。

## 經歷

### 公職
根據政府官職資料庫，林欽榮曾擔任以下職務：
- 臺北市政府都市發展局副總工程司
- 新竹市政府都市發展處處長，2000年7月
- 高雄市政府工務局局長，2002年7月
- 高雄市政府都市發展局局長，2007年1月
- 內政部營建署署長，2007年8月
- 臺南市政府副市長
- 臺北市政府副市長
- 高雄市政府副市長

### 其他
- 國立交通大學客家文化學院人文社會學系副教授
- 國際都市發展協會副主席

## 相關事件

### 京華城案
林欽榮因曾經擔任臺北市副市長，在京華城案中擔任證人。

## 外部連結
- 林欽榮的Facebook專頁

| 官衔                     | 官衔                                                | 官衔          |
| ------------------------ | --------------------------------------------------- | ------------- |
| 高雄市政府（縣市合併後） |                                                     |               |
| 前任： 李四川            | 高雄市副市長 第三屆補選、第四屆 2020年8月24日－     | 現任          |
| 臺北市政府               |                                                     |               |
| 前任： 張金鶚            | 臺北市副市長 第六屆 2014年12月25日—2018年12月24日   | 繼任： 彭振聲 |
| 臺南市政府               |                                                     |               |
| 前任： 首任              | 臺南市副市長 第一屆 2011年3月1日—2013年1月31日      | 繼任： 許和鈞 |
| 行政院                   |                                                     |               |
| 前任： 李武雄            | 內政部營建署署長 第九任 2007年8月1日－2008年7月31日 | 繼任： 葉世文 |